# Jean-François de La Pérouse
Jean-François de La Pérouse, nome completo Jean François de Galaup, comte de La Pérouse (Château du Gô, 23 agosto 1741 – Vanikoro, 1788), è stato un navigatore, geografo ed esploratore francese.

## Biografia

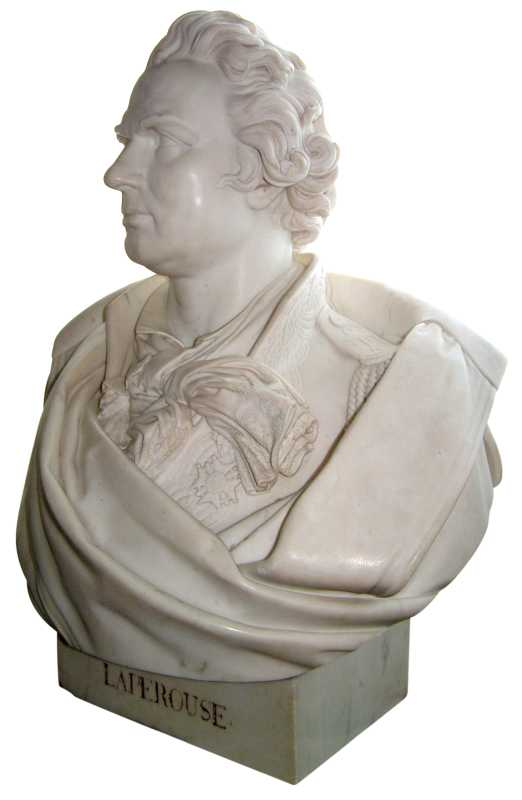
La Pérouse raffigurato in un busto di François Rude.

Originario di un'antica famiglia aristocratica della città di Albi in Linguadoca, Jean-François era il primo dei dieci figli di Victor-Joseph de Galaup (1709-1784) e di Marguerite de Resseguier. Unico figlio maschio della coppia (gli altri morirono in tenera età) fu probabilmente indirizzato verso la carriera in marina da un amico di famiglia e lontano parente del padre, l'ammiraglio Clément de Taffanel de La Jonquière (1706-1795), che divenne il tutore del giovane Jean-François nei suoi primi anni in marina.
All'età di 15 anni si recò quindi a Brest per intraprendere la carriera di ufficiale di marina. Per favorire la propria carriera, facilitata a coloro che avevano origini nobili, aggiunse al cognome de Gaulup un'appendice derivata dal nome di una piccola tenuta di famiglia situata nei pressi di Albi chiamata La Peyrouse.
Fu iniziato in Massoneria nella loggia di Brest "L'Heureuse rencontre".
Durante la guerra dei sette anni fu imbarcato su diverse navi, nel 1759 era sul vascello Formidable; in uno scontro con la flotta britannica guidata da Lord Hawke fu ferito e fatto prigioniero fino al 1760.
Negli anni successivi navigò su diverse imbarcazioni, nel 1767 ottenne il suo primo comando, la nave Adour. Nei due anni successivi alternò viaggi intorno alla costa francese con periodi trascorsi a casa, qui gli giunse la notizia del ritorno in Francia di Louis Antoine de Bougainville (1769) che lo ispirò a imitarne le gesta.

### Viaggi esplorativi

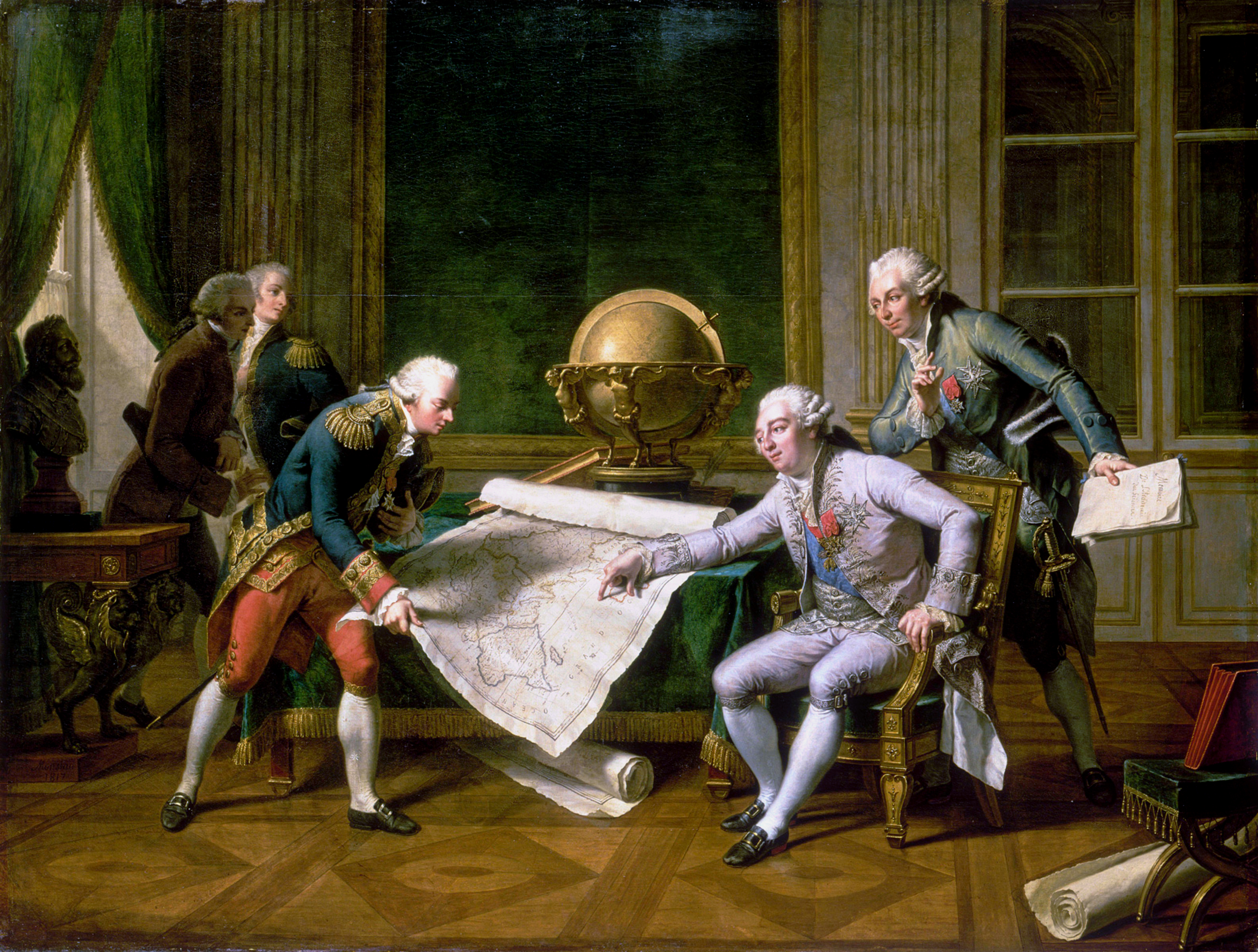
Luigi XVI dà istruzioni a La Pérouse (1785).

Dal 1772 al 1776 viaggiò, su incarico del governatore francese, nell'Oceano Indiano, fra i territori di Mauritius, Réunion, Pondicherry e lungo le coste del Madagascar, ampliando le sue conoscenze geografiche. Al suo ritorno fu promosso e gli fu conferito un titolo nobiliare. Alla notizia del ritorno in Inghilterra dell'esploratore britannico James Cook, il governo francese decise di organizzare un viaggio analogo e per il comando la scelta cadde su La Pérouse.
Furono approntate due navi, l'Astrolabe e la Boussole, a bordo era prevista la presenza di un folto gruppo di scienziati, astronomi, matematici, geologi, mineralogisti e botanici. Fra gli obiettivi della spedizione vi erano l'esplorazione dell'Oceano Pacifico e la ricerca di eventuali sbocchi per il commercio, dall'estremo nord fino all'Australia, dall'Asia all'America.
Le due navi salparono da Brest il 1º agosto 1785, la prima tappa fu Tenerife e nel gennaio del 1786 raggiunsero la Patagonia. Doppiarono Capo Horn e l'Isola di Pasqua per salire verso l'Alaska. La Pérouse, che si considerava un illuminista, rinunciò volontariamente a prendere possesso delle isole ancora inesplorate, allacciò invece contatti con le popolazioni indigene prima di approdare alle coste della California di cui decantò la ricchezza.

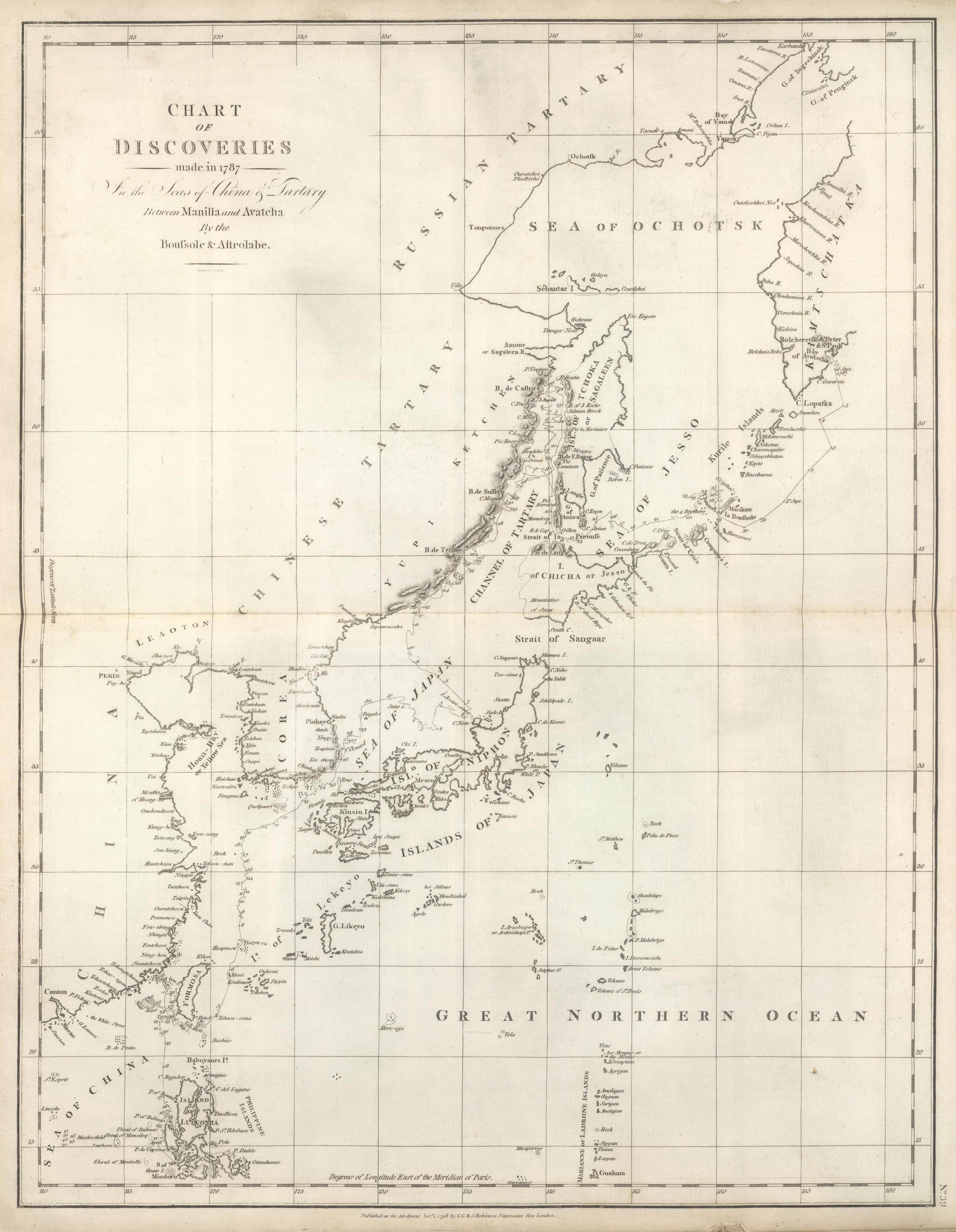
Mappatura del Mar della Cina e del Mar del Giappone

Nel gennaio del 1787 le due navi approdarono a Macao. Vennero esplorati e tracciati in modo sistematico sia il Mar della Cina sia il Mar del Giappone, fino a quel momento poco noti, parimenti fu esplorata la penisola siberiana della Kamčatka, di interesse commerciale per via della ricchezza di pelli.
Dopo l'esplorazione di Sachalin e delle Curili le due navi si diressero verso meridione. Il 1º dicembre 1787, a Samoa, fu ucciso dalla popolazione locale Fleuriot de Langle, scienziato, secondo in comando e grande amico La Pérouse.
La tappa successiva fu l'Australia dove i britannici avevano appena fondato la città di Sydney, nel febbraio 1788 La Pérouse inviò un dispaccio con la sua rotta successiva, Tonga, la Nuova Caledonia, le Isole Salomone e infine la Nuova Guinea.
Le due navi e gli equipaggi sparirono però misteriosamente. Si ipotizzò che fossero finiti in una tempesta tropicale. In patria i progressi della spedizione erano seguiti con attenzione e nonostante l'inizio della rivoluzione francese furono attrezzate due navi per la ricerca degli scomparsi. L'azione di ricerca non si concluse felicemente: i due comandanti, Entrecasteaux e Kermadec, perirono durante la navigazione e le due navi di soccorso rientrarono in Francia senza alcuna notizia sulle navi scomparse.
Dovettero passare trent'anni prima che Jules Dumont d'Urville, la cui nave era stata chiamata Astrolabe in memoria della scomparsa nave di La Pérouse, ritrovasse i resti delle due navi presso l'isola di Vanikoro, nelle Salomone. La popolazione indigena dell'isola era ancora in possesso di diversi effetti personali degli equipaggi delle navi.

## Opere
- Voyage autour du monde sur l'Astrolabe et la Boussole (1785-1788). Ristampato dalle ed. La Découverte, Parigi, 2005.
- Viaggio di Lapérouse intorno al mondo. Jean François de Galaup Conte di Lapérouse (1741-1788) LIBRO + CD, Antipodes, Palermo, 2013.